# Джиндабайн
«Джиндабайн» — кінофільм режисера Рея Лоуренса, що вийшов на екрани в 2005 році.

## Зміст
Четверо друзів вже давно взяли собі за традицію проводити щороку певний час далеко від світської метушні, насолоджуючись риболовлею. Однак цього разу улов став дещо шокуючим — замість чергової щуки чоловіки зловили на гачок тіло дівчини. Але всупереч поклику розуму товариші не побігли в поліцію стрімголов, а залишалися у своєму таборі на ще один день...

## Ролі
| Актор              | Роль |
| ------------------ | ---- |
| Кріс Хейвуд        | -    |
| Tatea Reilly       | -    |
| Лора Лінні         | -    |
| Sean Rees-Wemyss   | -    |
| Гебріел Бірн       | -    |
| Деборра-Лі Фернесс | -    |
| Джон Ховард        | -    |
| Єва Лаззеро        | -    |
| Майя Деніелс       | -    |
| Боб Бейнс          | -    |

## Цікаві відомості
Актриса Татіа Рейлі, яка знімалася в ролі загиблої дівчини-аборигенки, більше не знімалася в кіно через те, що боролася з героїновою залежністю і через це неодноразово мала проблеми з законом.

## Знімальна група
- Режисер — Рей Лоуренс
- Сценарист — Беатрікс Крістіан, Реймонд Карвер
- Продюсер — Катрін Джармен, Філіпа Бейтман, Гаррі Чарні
- Композитор — Пол Келлі, Ден Ласкомб